# Yūsuke Ishijima
Yūsuke Ishijima (石島 雄介?, Ishijima Yūsuke; Matsubushi, 9 gennaio 1984) è un pallavolista giapponese.
Gioca indifferentemente nei ruoli di schiacciatore ed opposto nei Sakai Blazers. È soprannominato Gottsu (ゴッツ?).

## Carriera
La carriera di Yūsuke Ishijima inizia nei tornei scolastici giapponesi e prosegue in seguito nella University of Tsukuba. Fa il suo esordio da professionista in V. League con la maglia dei Sakai Blazers nella stagione 2005-06, aggiudicandosi subito lo scudetto ai danni dei Suntory Sunbirds, ricevendo anche il premio di miglior esordiente; nel 2006 viene convocato per la prima volta nella nazionale giapponese, partecipando alla World League ed al campionato mondiale. Nella stagione successiva gioca per la prima volta all'estero, ingaggiato dallo Sport Club Ulbra nella Superliga brasiliana; con la nazionale vince la medaglia d'argento al campionato asiatico e oceaniano 2007.
Ritorna a giocare nei Sakai Blazers a partire dal campionato 2007-08, in cui è finalista nella Coppa dell'Imperatore contro i JT Thunders, ma solo nel campionato successivo raggiunge nuovamente la finale scudetto, perdendo tuttavia contro i Toray Arrows; con la nazionale, dopo aver partecipato nel 2008 ai Giochi della XXIX Olimpiade di Pechino, nel 2009 vince la medaglia d'oro al campionato asiatico e oceaniano e poi quella di bronzo alla Grand Champions Cup. Nell'annata 2009-10 gioca la seconda finale scudetto consecutiva, perdendo questa volta contro i Panasonic Panthers, ma nonostante la sconfitta le sue prestazioni lo fanno entrare nel sestetto ideale del torneo; con la nazionale vince la medaglia d'oro ai XVI Giochi asiatici. Nell'annata successiva vince il secondo scudetto della sua carriera, nuovamente contro i Suntory Sunbirds, mentre esce sconfitto in finale nel Torneo Kurowashiki.
Nella stagione 2012-13, dopo aver ricevuto i gradi di capitano nei Sakai Blazers, vince il suo terzo scudetto e si aggiudica per la prima volta il V.League Top Match, battendo in una combattuta finale i sudcoreani dei Samsung Bluefangs.

## Palmarès

### Club
- Campionato giapponese: 3

2005-06, 2010-11, 2012-13
- V.League Top Match: 1

2013

### Nazionale (competizioni minori)
- XVI Giochi asiatici

### Premi individuali
- 2006 - V.League giapponese: Miglior esordiente
- 2010 - V.League giapponese: Sestetto ideale
- 2013 - Torneo Kurowashiki: Sestetto ideale